# Лукашевич, Платон Акимович
Плато́н Аки́мович Лукаше́вич (около 1809 — 1887) — русский этнограф и лингвист-любитель, автор маргинальных теорий.

## Биография
Учился в Нежинской гимназии, где был товарищем Н. В. Гоголя, потом в одесском Ришельевском лицее, который успешно окончил в 1828 году, получив право на чин X класса. Затем Лукашевич отправился за границу, где познакомился с выдающимися филологами и писателями Вацлавом Ганкой и Яном Колларом. Не без их влияния он занялся собиранием украинских песен.
В 1836 году Лукашевич издал сборник «Малороссийских и Червонно-русских песен», в предисловии которого отмечал упадок малорусской песни и «замену её песней великорусской или даже солдатской».  Сборник получил в целом положительную оценку в печати.
К области этнографии также относится работа Лукашевича «О примечательных обычаях и увеселениях малороссиян на праздник Рождества Христова и в Новый год» («Северный Архив». — 1826, Ч. II).
Всю свою жизнь П. Лукашевич прожил у себя в поместье, в с. Березани.

## Идеи
Большую часть жизни Лукашевич посвятил поиску доказательств выдвинутой им маргинальной теории, что язык древних славян был языком всего первобытного сообщества. Результаты исследований были изложены в 10 книгах, изданных в Санкт-Петербурге, Москве и Киеве:
- Малороссийские и Червонно-русские народные думы и песни. — СПб., 1836
- Чаромутие или священный язык магов, волхвов и жрецов. — СПб. — 1846. — 408 с.
- Пример всесветного славянского чаромутия в слове «муж». — Киев, 1850
- Ключ к познанию на всех языках мира прямых значений в названиях числительных имен первого десятка на основании всесветного славянского чаромутия. — Киев, 1851
- Примеры всесветного славянского чаромутия астрономических выкладок с присоединением объяснения обратного чтения названий букв и алфавитов Греческого и Коптского. (недоступная ссылка) — М., 1855. — 143 с.
- Объяснение Ассирийских имен. — Киев, 1868. — 252 с.
- Корнеслов греческого языка, составленный Платоном Лукашевичем. (недоступная ссылка) — Киев: Унив. тип., 1869.
- Корнеслов латинского языка, составленный Платоном Лукашевичем. — Киев, 1871. — 992 с.
- Мнимый индо-германский мир, или Истинное начало и образование языков: немецкого, английского, французского и других западноевропейских. — Киев, 1873. — 610 с.
- Причина ненависти англичан к славянским народам. — Киев, 1877
- Корнеслов еврейского языка, составленный Платоном Лукашевичем. (недоступная ссылка) — Киев, 1882. — 326 с.
- Исследование о великом годе солнца и его числовидном годе на основании Естественной астрономии с предварительным вступлением наблюдательно микроскопической астрономии и с применением вычисления планет на таких же основаниях и по девятеричному естественному счету. (недоступная ссылка) — Киев, 1882. — 105 с.
- Изложение главных законов Естественной и наблюдательной микроскопической Астрономии, а также астрономической метеорологии, выведенных из вычислений числовидов или формул силы светов небесных тел, их естественных подразделений «мер времени», протяжений и теплотвора, проявляющегося на поверхности сил тел вследствие большей или меньшей быстроты их двигов, а также на основании выкладок по естественному, иначе девятеричному счёту. Ч. 1 (недоступная ссылка)-2 (недоступная ссылка). — Киев, 1883.

Крайняя оригинальность работ Лукашевича приписывается психическому расстройству автора .
Лукашевич утверждал, что языком первобытного мира был славянский язык; затем наступило «чаромутие», вследствие чего образовались так называемые «чаромутные» языки, делившиеся, по мнению Лукашевича, на славянскую, славяно-калмыкскую или монгольскую, славяно-китайскую, славяно-африканскую и славяно-американскую ветви. Произвольно манипулируя словами других языков, Лукашевич искал и находил в них скрытые славянские корни; в степях Монголии он «обнаружил» «старые логовища некогда кочевавшего милого французского народа», а англичан объявил потомками «смешения славян с монгольскими народами».
Более того, у Лукашевича находились и совсем эксцентричные идеи: по его мнению, «у жителей солнца и, вообще, тварей на нём живущих устроены таким образом глаза, что они могут воспринимать самый яркий свет, не будучи им ослеплены», а Африка и Америка некогда были самостоятельными планетами, упавшими на Землю вместе со своим растительным и животным миром.
Свои открытия Лукашевич считал чрезвычайно важными, но попытки заинтересовать ими современников заканчивались плачевно — ему намекали на разгул воображения и отсутствие здравого смысла. Наукой выводы Лукашевича были проигнорированы. В конце 2000-х некоторые сочинения Лукашевича были переизданы издательством «Белые альвы»:
- Чаромутие, или Священный язык магов, волхвов и жрецов, открытый Платоном Лукашевичем. — М.: «Белые альвы», 2008. — 144 с. Репринтное издание.
- Древняя Ассирия и Древняя Русь. Дешифровка праязыка / Репринтное издание книги «Объяснение Ассирийских имён» (Киев, 1868 г.). Предисловие А. В. Кондратьева. — М.: Белые альвы, 2009. — 280 с. — ISBN 978-5-91464-019-1.